# Csangcsuni metró
A Csangcsuni metró (egyszerűsített kínai írással: 长春轨道交通, hagyományos kínai írással: 長春軌道交通, pinjin: Chángchūn Dìtiě) Kínában található Csangcsun városban és vonzáskörzetében. A metróhálózat hossza 2024 áprilisában 140,77 km, a metróvonalak száma 6 (3 light rail, 3 rapid transit) és az állomások száma 123 volt. Az első vonal 2002. október 30-án nyílt meg.

## Forgalom
Az utasforgalom az elmúlt években az alábbi módon változott:
| 2019 | 213 930 000 |